# Sciadia tenebraria
Sciadia tenebraria is een vlinder uit de familie spanners (Geometridae). De wetenschappelijke naam is voor het eerst geldig gepubliceerd in 1806 door Esper.
De soort komt voor in Europa.